# ريو نيغرو (الأرجنتين)
ريو نيغرو (تلفظ بالإسبانية: ‎/ˈri.o ˈneɣɾo/‏، النهر الأسود) هوأهم نهر في مقاطعة ريو نيغرو الأرجنتينية وباتاغونيا من حيث معدل تدفقه. يأتي اسمه من الترجمة الحرفية لمصطلح المابوتشي Curu Leuvu، على الرغم من أن الماء يتميز باللون الأخضر أكثر من الأسود. في السابق، كان يُعرف أيضًا باسم «نهر الصفصاف» نظرًا للعدد الكبير من أشجار الصفصاف التي تنمو على طول الضفة. يقدر طول النهر بـ 635 كم.

## روابط خارجية
- أبر فالي (إنجليزي)
- فالي ميديو (إسباني)
- El Valle (إسباني)
- موقع ريجاتا الرسمي (باللغتين الإنجليزية والإسبانية)